# Себастьян Жапрізо
Себастья́н Жапрізо́ (іноді — Себастьєн Жапризо; фр. Sébastien Japrisot), справжнє ім'я Жан-Баті́ст Россі́ (фр. Jean-Baptiste Rossi, 4 липня 1931, Марсель, Франція — 4 березня 2003, Віші, Франція) — французький письменник, автор гостросюжетних романів, кіносценарист і кінорежисер.

## Біографія і творчість
Народився в Марселі у родині італійського іммігранта. Батько залишив сім'ю, коли хлопчикові було шість років. За наполяганням матері Жан-Батіст вступив до школи єзуїтів «Еколь де Прованс», після закінчення якої навчався в Ліцеї Тьєра (Lycée Thiers).
Автобіографічні деталі своїх дитячих і юнацьких років (італійське походження, навчання в школі єзуїтів та ін.) Жапрізо використовував пізніше в більшості творів, дія яких повністю або частково відбувається на півдні Франції — у Марселі та прилеглих районах.
Під час навчання в тьєрському ліцеї Россі (якому тоді було сімнадцять років) почав писати свій перший роман «Поганий початок» (фр. Les Mal Partis, дослівно: Погані партії). Дебютний твір письменника було опубліковано у Франції і США.
Кілька перших романів та фільмів він випустив під своїм справжнім ім'ям, пізніше обрав собі псевдонім Себастьян Жапрізо, який являв анаграму його імені. Наступним значним досягненням став переклад творів Джерома Девіда Селінджера. Крім того, письменник-початківець також успішно працював у рекламі.
У 1962 році він створив сюжет для детективного роману «Купе смертників», це перший твір, який він опублікував під обраним псевдонімом. Незабаром після виходу книги сюжет ліг в основу французького фільму «Вбивця в спальному вагоні», головні ролі в якому зіграли Симона Синьйоре та Ів Монтан.
Другий детективний роман Жапрізо, «Пастка для Попелюшки», отримав французьку літературну премію «Гран-прі поліцейської літератури» в 1963 році. У 1965 році роман було екранізовано.
Наступний роман письменника — «Дама в автомобілі в окулярах і з рушницею» — в 1966 році приніс Жапрізо другу велику літературну премію Франції «Le Prix d'Honneur». У Великій Британії ця книга отримала премію Асоціації письменників детективного жанру «Срібний кинджал» за найкращий іноземний роман у жанрі трилера, опублікований у країні в 1968 році.
Роман Жапрізо «Довгі заручини» також став міжнародним бестселером і отримав премію «Prix Interallié».
З 1990 року Себастьян Жапрізо мешкав разом із дружиною в сільському маєтку в Оверні, розташованому між Бюссе і Марйолем. Помер 4 березня 2003 року, похований у Бюссе.

## Українські переклади
У 2019 році в київському видавництві «Рідна мова» побачив світ роман С. Жапрізо «Пастка для Попелюшки» (перекладач — Петро Таращук). 